# Teorema di Banach-Alaoglu
In matematica, teorema di Banach-Alaoglu o teorema di Banach-Alaoglu-Bourbaki è un risultato noto nell'ambito dell'analisi funzionale che afferma che, dato uno spazio di Banach separabile, ogni successione limitata nel suo duale ammette una sottosuccessione debolmente* convergente. Se si denota con {\displaystyle X} lo spazio di Banach in questione, il teorema caratterizza la convergenza debole sul duale {\displaystyle X^{*}}, non testata su tutti gli elementi del biduale {\displaystyle X^{**}} ma solo su quelli di {\displaystyle \tau (X)}, dove {\displaystyle \tau } è la mappa canonica.
Prende il nome da Stefan Banach, Leonidas Alaoglu e Nicolas Bourbaki.
Il teorema di Bourbaki-Alaoglu generalizza il teorema al caso di topologie duali.

## Il teorema
Sia {\displaystyle X} uno spazio normato; il suo spazio duale {\displaystyle X^{*}} è un altro esempio di spazio normato (con la norma operatoriale). Il teorema di Banach-Alaoglu stabilisce che la palla unitaria chiusa in {\displaystyle X^{*}} è compatta rispetto alla topologia debole*.
Si tratta di una motivazione per avere diverse topologie su uno stesso spazio: la sfera unitaria nella topologia della norma è compatta se e solo se lo spazio è finito-dimensionale (si veda il lemma di Riesz).
Un caso speciale è la versione del teorema che utilizza la compattezza per successioni: la sfera unitaria chiusa di uno spazio normato separabile è sequenzialmente compatta nella topologia debole*. Infatti, la topologia debole* sulla sfera unitaria chiusa del duale di uno spazio separabile è metrizzabile, e quindi compattezza e compattezza sequenziale sono equivalenti. Nello specifico, sia {\displaystyle X} uno spazio normato separabile e {\displaystyle B} la sfera unitaria chiusa in {\displaystyle X^{*}}. Dato che {\displaystyle X} è separabile, sia {\displaystyle \{x_{n}\}} un suo sottoinsieme numerabile denso. Allora si può definire una metrica:
{\displaystyle \rho (x,y)=\sum _{n=1}^{\infty }\,2^{-n}\,{\frac {\left|\langle x-y,x_{n}\rangle \right|}{1+\left|\langle x-y,x_{n}\rangle \right|}},\qquad x,y\in B,}
dove {\displaystyle \langle \cdot ,\cdot \rangle } indica l'accoppiamento duale tra {\displaystyle X} e {\displaystyle X^{*}}. Con un argomento diagonale simile a quello utilizzato per provare il teorema di Ascoli-Arzelà si mostra che {\displaystyle B} con tale metrica è sequenzialmente compatto.
La versione "per successioni" del teorema è utilizzata nell'ambito delle PDE per costruire soluzioni di problemi variazionali: ad esempio, un metodo spesso utilizzato per minimizzare un funzionale {\displaystyle F:X^{*}\to {\mathbb {R} }} definito sul duale di uno spazio vettoriale normato separabile {\displaystyle X} è quello di costruire una successione {\displaystyle x_{1},x_{2},\ldots \in X^{*}} che si avvicina all'estremo inferiore dei valori assunti da {\displaystyle F}, e utilizzare il teorema per estrarre una sottosuccessione convergente nella topologia debole* al limite {\displaystyle x}, che si assume un "minimizzatore". 
Se {\displaystyle X^{*}} è lo spazio delle misure di Radon sulla retta reale (in modo che {\displaystyle X=C_{0}({\mathbb {R} })} è lo spazio delle funzioni continue che si annullano all'infinito per il teorema di rappresentazione di Riesz) il teorema nella versione per successioni è equivalente al teorema di Helly.

## Dimostrazione
Per ogni {\displaystyle x\in X}, siano:
{\displaystyle D_{x}=\{z\in \mathbb {C} :\left|z\right|\leq \|x\|\},\qquad D=\Pi _{x\in X}D_{x}.}
Dato che ogni {\displaystyle D_{x}} è un sottoinsieme compatto del piano complesso, {\displaystyle D} è compatto anche nella topologia prodotto per il teorema di Tychonoff. Si può identificare in modo naturale la sfera unitaria chiusa {\displaystyle B_{1}(X^{*})} in {\displaystyle X^{*}} come un sottoinsieme di {\displaystyle D}:
{\displaystyle f\in B_{1}\left(X^{*}\right)\mapsto (f(x))_{x\in X}\in D.}
Si tratta di una mappa iniettiva e continua, di cui anche l'inversa (definita sull'immagine) è continua, con {\displaystyle B_{1}(X^{*})} che possiede la topologia debole* e {\displaystyle D} la topologia prodotto. Se si ha una rete:
{\displaystyle (f_{\alpha }(x))_{x\in X}\rightarrow (\lambda _{x})_{x\in X}}
in {\displaystyle D}, allora il funzionale definito da
{\displaystyle g(x)=\lambda _{x}}
è in {\displaystyle B_{1}(X^{*})}. Essendo l'immagine di {\displaystyle B_{1}(X^{\star })} chiusa, il teorema è dimostrato.

## Conseguenze
In uno spazio di dimensione finita, grazie al teorema di Bolzano-Weierstrass, da una successione limitata è sempre possibile estrarre una sottosuccessione convergente. Questa proprietà delle successioni limitate risulta utile per dimostrare alcuni teoremi fondamentali nell'analisi matematica. Purtroppo tale teorema non è più vero se lo spazio ha dimensione infinita. Ad esempio la successione dei versori nello spazio {\displaystyle L^{\infty }} è limitata ma non ammette sottosuccessioni convergenti. Grazie al teorema di Banach-Alaoglu-Bourbaki la successione ammette per lo meno una sottosuccessione debolmente* convergente.

## Generalizzazione
Il teorema di Bourbaki-Alaoglu è una generalizzazione che si deve a Nicolas Bourbaki per topologie duali. Dato uno spazio localmente convesso separabile {\displaystyle X} avente duale continuo {\displaystyle X'}, l'insieme polare {\displaystyle U^{0}} di ogni intorno {\displaystyle U} in {\displaystyle X} è compatto nella topologia debole {\displaystyle \sigma (X',X)} su {\displaystyle X'}.